# Cristina Luisa di Oettingen-Oettingen
Cristina Luisa di Oettingen-Oettingen (Oettingen, 30 marzo 1671 – Blankenburg, 12 novembre 1747) fu duchessa di Brunswick-Lüneburg come consorte di Luigi Rodolfo di Brunswick-Lüneburg, nonna materna dell'imperatrice del Sacro Romano Impero Maria Teresa, della regina di Prussia Elisabetta Cristina, della regina di Danimarca Giuliana Maria e dello zar Pietro II di Russia e trisavola del re del Belgio Leopoldo I.

## Biografia

### Infanzia
Cristina Luisa era la terza figlia di Alberto Ernesto I di Oettingen-Oettingen (1642–1683), elevato al rango di principe nel 1674, e della duchessa Cristina Federica di Württemberg (1644–1674).

### Matrimonio
La principessa sposò il 22 aprile 1690, ad Aurich, il duca Luigi Rodolfo di Brunswick-Lüneburg. Cristina Luisa e il marito andarono ad abitare a Blankenburg, appannaggio donato al duca da suo padre.

### Discendenza reale
Dal matrimonio di Cristina Luisa e di Luigi Rodolfo nacquero quattro figlie femmine, delle quali solo tre raggiunsero l'età adulta. Luigi Rodolfo seppe ben maritare le figlie con degli ottimi partiti e lui e sua moglie divennero nonni di importantissimi sovrani come Maria Teresa d'Austria, Pietro II di Russia e Giuliana, regina consorte di Danimarca. Tra gli altri discendenti di Luigi Rodolfo vi furono tutti i sovrani dei paesi coinvolti nella prima guerra mondiale (Giorgio V del Regno Unito, Nicola II di Russia, Vittorio Emanuele III di Savoia, Alberto I del Belgio, Ferdinando I di Romania, Guglielmo II di Germania, Francesco Giuseppe I d'Austria, Ferdinando I di Bulgaria e Maria Adelaide di Lussemburgo), nonché anche gli attuali monarchi di Spagna, Danimarca, Svezia, Norvegia, Paesi Bassi e Liechtenstein.

### Principessa di Brunswick-Lüneburg
La contea di Blankenburg venne elevata a principato nel 1707 dall'imperatore Giuseppe I, dopo che una delle figlie di Cristina Luisa venne scelta per divenire la sposa del futuro imperatore Carlo VI.
A Blankenburg Cristina Luisa e Luigi Rodolfo condussero una sfarzosa vita di corte, nella quale la moglie influenzò le scelte personali e politiche del marito. In onore della principessa, nel 1728 venne costruita sulla Calvinusberg una residenza di campagna.
Nel 1735, dopo la morte del consorte, abbandonata Wolfenbüttel, Cristina Luisa fece ritorno a Blankenburg, dove promosse le arti ed il mantenimento e l'ampliamento del castello. Nel castello di Blankenburg s'installò, dopo l'affaire-Katte, Charles Egide Duhan de Jandun, l'ex precettore del principe ereditario Federico di Prussia, ormai caduto in disgrazia presso il re Federico Guglielmo. Solo dopo la morte del sovrano, De Jandun poté far ritorno alla corte prussiana, richiamato da Federico.

### Morte
La duchessa Cristina Luisa è sepolta accanto al marito nel duomo di Braunschweig.

## Discendenza
Dal matrimonio tra Cristina Luisa e il duca Luigi Rodolfo di Brunswick-Lüneburg nacquero:
- Elisabetta Cristina (1691 – 1750), che sposò l'imperatore Carlo VI e fu madre dell'imperatrice Maria Teresa;
- Carlotta Augusta (1692 –1692);
- Carlotta Cristina (1694 – 1715), che sposò lo zarevic Aleksej Petrovič Romanov, figlio di Pietro il Grande;
- Antonietta Amalia (1696 – 1762), che sposò Ferdinando Alberto II di Brunswick-Lüneburg.

## Ascendenza
|                                                                             |                                  |                                                        | Genitori                                      |  |  | Nonni |  |  | Bisnonni                                                                 |  |  | Trisnonni                                                         |  |
|                                                                             |                                  |                                                        |                                               |  |  |       |  |  | Luigi Eberardo di Oettingen-Oettingen, VIII conte di Oettingen-Oettingen |  |  | Goffredo di Oettingen-Oettingen, VII conte di Oettingen-Oettingen |  |
|                                                                             |                                  |                                                        |                                               |  |  |       |  |  | Luigi Eberardo di Oettingen-Oettingen, VIII conte di Oettingen-Oettingen |  |  | Goffredo di Oettingen-Oettingen, VII conte di Oettingen-Oettingen |  |
|                                                                             |                                  | Giovanna di Hohenlohe-Waldenburg-Langenburg            |                                               |  |  |       |  |  | Luigi Eberardo di Oettingen-Oettingen, VIII conte di Oettingen-Oettingen |  |  |                                                                   |  |
| Gioacchino Ernesto di Oettingen-Oettingen                                   |                                  |                                                        |                                               |  |  |       |  |  | Luigi Eberardo di Oettingen-Oettingen, VIII conte di Oettingen-Oettingen |  |  |                                                                   |  |
|                                                                             |                                  | Margherita di Erbach                                   | Giorgio III di Erbach                         |  |  |       |  |  |                                                                          |  |  |                                                                   |  |
|                                                                             |                                  | Margherita di Erbach                                   | Giorgio III di Erbach                         |  |  |       |  |  |                                                                          |  |  |                                                                   |  |
|                                                                             |                                  | Margherita di Erbach                                   | Anna di Solms-Laubach                         |  |  |       |  |  |                                                                          |  |  |                                                                   |  |
| Alberto Ernesto I di Oettingen-Oettingen, I principe di Oettingen-Oettingen |                                  | Margherita di Erbach                                   |                                               |  |  |       |  |  |                                                                          |  |  |                                                                   |  |
|                                                                             |                                  | Kraft VII di Hohenlohe-Neuenstein-Weikersheim-Gleichen | Wolfgang di Hohenlohe-Weikersheim             |  |  |       |  |  |                                                                          |  |  |                                                                   |  |
|                                                                             |                                  | Kraft VII di Hohenlohe-Neuenstein-Weikersheim-Gleichen | Wolfgang di Hohenlohe-Weikersheim             |  |  |       |  |  |                                                                          |  |  |                                                                   |  |
|                                                                             |                                  | Kraft VII di Hohenlohe-Neuenstein-Weikersheim-Gleichen | Maddalena di Nassau-Dillenburg                |  |  |       |  |  |                                                                          |  |  |                                                                   |  |
| Anna Dorotea di Hohenlohe-Neuenstein-Gleichen                               |                                  | Kraft VII di Hohenlohe-Neuenstein-Weikersheim-Gleichen |                                               |  |  |       |  |  |                                                                          |  |  |                                                                   |  |
|                                                                             |                                  | Sofia del Palatinato-Zweibrücken-Birkenfeld            | Carlo I del Palatinato-Zweibrücken-Birkenfeld |  |  |       |  |  |                                                                          |  |  |                                                                   |  |
|                                                                             |                                  | Sofia del Palatinato-Zweibrücken-Birkenfeld            | Carlo I del Palatinato-Zweibrücken-Birkenfeld |  |  |       |  |  |                                                                          |  |  |                                                                   |  |
|                                                                             |                                  | Sofia del Palatinato-Zweibrücken-Birkenfeld            | Dorotea di Brunswick-Lüneburg                 |  |  |       |  |  |                                                                          |  |  |                                                                   |  |
| Cristina Luisa di Oettingen-Oettingen                                       |                                  | Sofia del Palatinato-Zweibrücken-Birkenfeld            |                                               |  |  |       |  |  |                                                                          |  |  |                                                                   |  |
|                                                                             | Giovanni Federico di Württemberg | Federico I di Württemberg                              |                                               |  |  |       |  |  |                                                                          |  |  |                                                                   |  |
|                                                                             | Giovanni Federico di Württemberg | Federico I di Württemberg                              |                                               |  |  |       |  |  |                                                                          |  |  |                                                                   |  |
|                                                                             | Giovanni Federico di Württemberg | Sibilla di Anhalt                                      |                                               |  |  |       |  |  |                                                                          |  |  |                                                                   |  |
| Eberardo III di Württemberg                                                 | Giovanni Federico di Württemberg |                                                        |                                               |  |  |       |  |  |                                                                          |  |  |                                                                   |  |
|                                                                             |                                  | Barbara Sofia di Brandeburgo                           | Gioacchino Federico di Brandeburgo            |  |  |       |  |  |                                                                          |  |  |                                                                   |  |
|                                                                             |                                  | Barbara Sofia di Brandeburgo                           | Gioacchino Federico di Brandeburgo            |  |  |       |  |  |                                                                          |  |  |                                                                   |  |
|                                                                             |                                  | Barbara Sofia di Brandeburgo                           | Caterina di Brandeburgo-Küstrin               |  |  |       |  |  |                                                                          |  |  |                                                                   |  |
| Cristina Federica di Württemberg                                            |                                  | Barbara Sofia di Brandeburgo                           |                                               |  |  |       |  |  |                                                                          |  |  |                                                                   |  |
|                                                                             |                                  | Giovanni Casimiro di Salm-Kyrburg                      | …                                             |  |  |       |  |  |                                                                          |  |  |                                                                   |  |
|                                                                             |                                  | Giovanni Casimiro di Salm-Kyrburg                      | …                                             |  |  |       |  |  |                                                                          |  |  |                                                                   |  |
|                                                                             |                                  | Giovanni Casimiro di Salm-Kyrburg                      | …                                             |  |  |       |  |  |                                                                          |  |  |                                                                   |  |
| Anna Caterina Dorotea di Salm-Kyrburg                                       |                                  | Giovanni Casimiro di Salm-Kyrburg                      |                                               |  |  |       |  |  |                                                                          |  |  |                                                                   |  |
|                                                                             |                                  | Dorotea di Solms-Laubach                               | …                                             |  |  |       |  |  |                                                                          |  |  |                                                                   |  |
|                                                                             |                                  | Dorotea di Solms-Laubach                               | …                                             |  |  |       |  |  |                                                                          |  |  |                                                                   |  |
|                                                                             |                                  | Dorotea di Solms-Laubach                               | …                                             |  |  |       |  |  |                                                                          |  |  |                                                                   |  |
|                                                                             |                                  | Dorotea di Solms-Laubach                               |                                               |  |  |       |  |  |                                                                          |  |  |                                                                   |  |